# Big UP Productions
Big UP Productions est une entreprise de production de film d'escalade. Elle est connue pour ses films sur le grimpeur Chris Sharma dont notamment la série des films Dosage, King Lines ou encore Progression.

## Historique
En 1997, Brett et Josh Lowell créent la société Big UP Productions. Elle est spécialisée dans la production de films dédiés à l'escalade sous toutes ses formes. En 1999, Big UP sort Rampage, son premier film, dans lequel on peut voir Chris Sharma, Obe Carrion et des amis des deux producteurs faisant de l'escalade de bloc dans de nombreux sites américains d'escalade. Le film est un succès et gagne le prix du meilleur film d'escalade au Festival du Film d'Escalade de Vancouver. Entre 2001 et 2008, l'entreprise produit une série de cinq films appelée Dosage volume 1 à 5.